# اندریاس

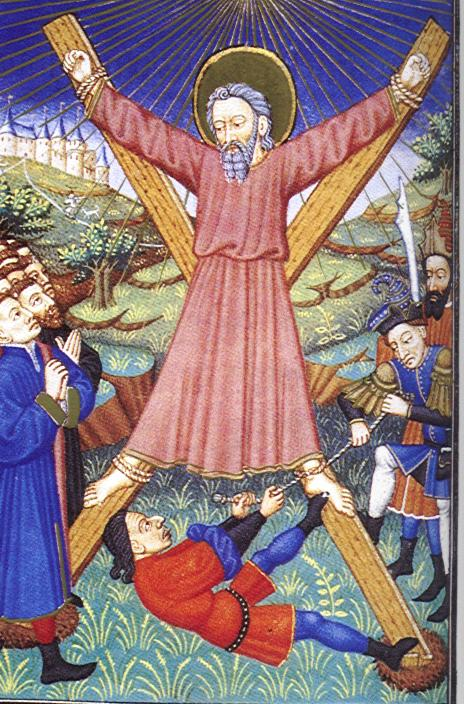
به صلیب کشیده شدن سنت اندرو.

اندریاس قدیس (به یونانی: Ἀνδρέας، Andreas)؛ اوایل قرن اول میلادی تا اواخر قرن)، که در کلیسای ارتدکس شرقی با نام پروتوکلتس(Prōtoklētos) شناخته می‌شود یکی از حواریون عیسی و برادر پطرس است. نام اندریاس یک نام یونانی به معنی شجاع است و بیشتر میان یهودیان معمول بوده‌است اما هیچ‌گونه ضبط عبری یا آرامی از نام وی صورت نگرفته‌است. وی به عنوان اولین اسقف کلیسای بیزانس شناخته می‌شود. روز وی ۳۰ نوامبر است.

سالتیر (یا صلیب سنت اندرو) که پرچم ملی اسکاتلند است.

نام وی در انجیل متی باب ۱۰ آیه ۲ آمده‌است. وی در شهر پاتراس در آخا و در شمال ساحل پلوپونز که آن زمان جزئی از امپراتوری روم بود به صلیب کشیده‌شد؛ گفته می‌شود که صلیب او به صورت X بوده‌است. در میانه سده دهم میلادی، سنت آندریاس به عنوان قدیس حامی اسکاتلند شناخته شد و به همین دلیل است که امروزه در پرچم اسکاتلند و نیز بریتانیا یک X قرار دارد.